# Sojuz MS-14
Sojuz MS-14 è stato un volo spaziale parte del programma Sojuz diretto alla Stazione Spaziale Internazionale (ISS) decollato dal Cosmodromo di Bajkonur il 22 agosto 2019 alle 3:38 UTC. Fu la prima missione di una navetta Sojuz priva di equipaggio ad attraccare, con pilotaggio automatico, alla ISS.

## Storia
Fino al 2019, per lanciare le Sojuz con equipaggio veniva utilizzato il lanciatore Sojuz-FG che però, da marzo 2020, verrà sostituito dal lanciatore Sojuz-2.1a; quest'ultimo non era mai stato usato per le missioni con equipaggio ed era quindi sprovvisto di un suo sistema di fuga. Il sistema di fuga del lanciatore Sojuz FG è stato integrato nel nuovo lanciatore ma era necessario verificare le modifiche con un volo di prova, dal momento che il nuovo lanciatore segue un profilo di volo differente e le variazioni di assetto conseguenti avrebbero potuto essere interpretate dal sistema di fuga come un'anomalia. Non essendo dotato di equipaggio, i sistemi di supporto vitale della Sojuz MS-14 non sono stati installati in modo da poter trasportare più materiale possibile. Durante il volo sono stati inoltre testati i sistemi aggiornati di navigazione e propulsione digitali basati sull'impiego di giroscopi a fibra ottica al posto di quelli meccanici/analogici.

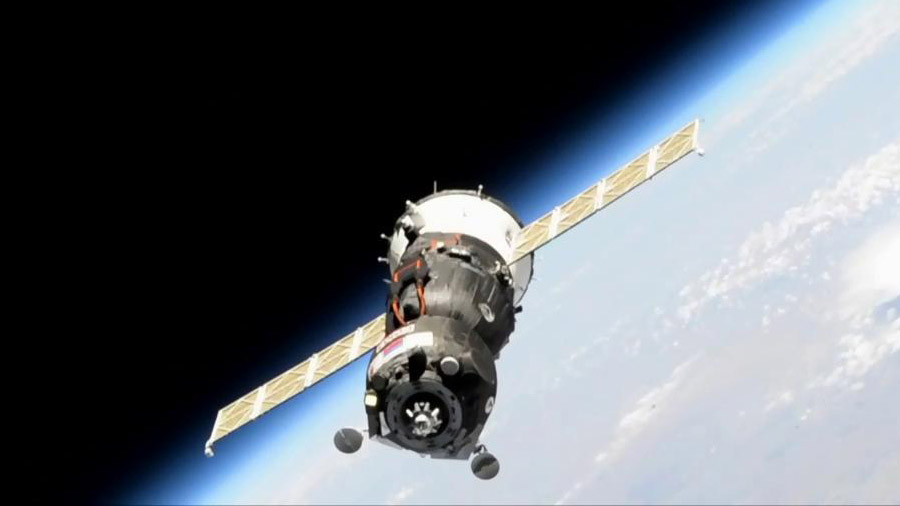
La Sojuz MS-14 in avvicinamento alla ISS

Il 24 agosto è fallito il tentativo di attracco automatico alla stazione orbitante a causa di un guasto ad un sensore di avvicinamento installato sul modulo Poisk della stazione orbitante. La Sojuz si è riportata quindi a distanza di sicurezza in attesa del completamento delle verifiche sul sistema di avvicinamento automatico Kurs. Dopo aver verificato che i sistemi di bordo della MS-14 erano integri, il controllo missione russo ha deciso di riprovare la manovra di attracco al portello di aggancio del modulo Zvezda, cui era agganciata la capsula MS-13. Il 25 agosto, il comandante Aleksandr Aleksandrovič Skvorcov insieme all'ingegnere di volo Luca Parmitano e all'astronauta Andrew Morgan, sono risaliti a bordo della MS-13 che li portò in orbita il mese precedente spostandola con successo, in modalità manuale, al modulo Poisk. La MS-14 è quindi riuscita, il 27 agosto, ad attraccare autonomamente e senza ulteriori problemi al portellone del modulo Zvezda.
Dopo una permanenza in orbita di 16 giorni, la Sojuz MS-14 ha riportato sulla Terra il robot umanoide Skybot F-850 atterrando con successo il 6 settembre del 2019 nelle steppe del Kazakistan.

### Sojuz GVK
Questi test di collaudo verranno usati anche per la progettazione della Sojuz GVK, un nuovo veicolo cargo capace di consegnare materiale in orbita e di tornare a Terra senza disintegrarsi al rientro in atmosfera. Il primo lancio di questo veicolo è previsto per il 2022. La Sojuz GVK sarà in grado di consegnare 2 tonnellate di carico in orbita e riportare 500 kg sulla Terra, e sarà inoltre dotata di un comparto amovibile che potrà contenere una tonnellata di immondizia che verrà fatta bruciare al rientro.